# Manulea cinerea
Manulea cinerea är en flenörtsväxtart som beskrevs av O.M. Hilliard. Manulea cinerea ingår i släktet Manulea och familjen flenörtsväxter. Inga underarter finns listade i Catalogue of Life.